# Sparre av Ellinge
Sparre av Ellinge är en nutida konventionell benämning på en medeltida frälseätt utan samtida släktnamn, ursprungligen från Skåne i dåvarande Danmark, ätten var inflytelserik i Norden under 1400-talet, men utdog innan Sveriges Riddarhus grundades 1625, varför den aldrig introducerades där som adelsätt.
Det nutida namnet Sparre av Ellinge grundar sig på vapnet med sparre, och ättens sätesgård Ellinge i Västra Sallerups socken i Skåne. Ellinge gick förlorat genom Kalmardomen 1505 och redan vid 1400-talets mitt flyttade ätten till Sverige och Vik i Balingsta i Uppland blev deras nya sätesgård. 
Ättens äldste kände medlem var Sven Jonsson. Han var bosatt i Espinge, identifierad som Äspinge i Hurva, i Skåne. Hans hustru hette Cecilia och var dotter till Klaus Servin. Deras söner hette Jon och Nils.
Nils Svensson nämns 1393 och dubbades till riddare något av åren 1403–1411, sannolikt vid drottning Filippas kröning 1406. Han levde ännu 22 november 1434. Han var först gift med Pernilla Petersdotter (före 12 maj 1395) och därefter (före 10 juni 1417) med Märta Jonsdotter (Hjärne).
Minst två söner är kända, Klaus och Aage Nielsen. Aage Nielsen var gift med Kirstine Gjordsdatter Drefeld. 
Klaus Nilsson var morbrodern Axel Pedersen Totts fogde på Varberga 1425. Han dubbades till riddare 1441–1442. Han var hövitsman på Brömsehus 1441 och danskt riksråd 1448. Hans sätesgård var Ellinge. Han levde ännu 6 september 1451, men var död i början av 1452. Hans första hustru var Cecilia Dode. I oktober 1438 gifte han sig med sin andra hustru Katarina Stensdotter (Bielke) som hade ärvt sätesgården Vik via sin mor Margareta Arvidsdotter Sparre av Vik. Klaus Nilsson hade en son som hette Nils.
Nils Clausson var ännu ett barn då föräldrarna flyttade till Vik i Sverige. Han var omyndig ännu 1458. Han var riksråd 1473 och blev samma år hövitsman på Älvsborgs slott. Han dubbades till riddare vid kung Hans kröning 1497. Han dog 1505. Han gifte sig 21 september 1477 med Margareta Lagesdotter, dotter till riddaren Lage Brock och Else Pedersdotter (Laxman). Fru Margareta var född omkring 1462 och dog 25 november 1526. De hade tre döttrar, Katarina (Karin, gift med Peder Turesson (Bielke)), Elsa (gift med Axel Posse) och Pernilla (gift med Sten Kristiernsson (Oxenstierna)) och en son, Knut Nilsson (död 1522).

## Släkttavla
1. Jon Vongnsen, riddare.
  1. Bengt Jonsen.
  2. Nils Jonsen.
  3. Sven Jonsson, gift med Cecilia Clausdatter, dotter till Klaus Servin.
    1. Jon Svendsen.
    2. Nils Svendsen, riddare. Gift med 1) Pernilla Petersdotter och 2) med Märta Jonsdotter (Hjärne).
      1. Aage Nielsen, gift med Kirstine Gjordsdatter Drefeld
        1. Niels Aagesen.
        2. NN Ågesdatter

      2. Klaus Nielsen
        1. Niels Klausen, gift med Margareta Lagesdatter
          1. Katarina Nilsotter. gift med Peder Turesson (Bielke).
          2. Elsa Nilsdotter, gift med Axel Posse
          3. Pernilla Nilsdotter, gift med Sten Kristiernsson (Oxenstierna) 30 augusti 1503 i Västervik; hon överlevde maken med nästan 40 år.
          4. Anna Nilsotter
          5. Nils, känd 1509.
          6. Knut Nielsen. Känd 1509, död 1522.